# José Castillejo Duarte
José Castillejo Duarte (Ciudad Real, 1877 - Londres, 1945) va ser un jurista i pedagog espanyol del Krausisme, creador de l'Instituto Escuela i de l'Escola Internacional, pare de la ballarina i escultora Jacinta Castillejo, dels físics Leonardo Castillejo i Sorrel Fisher i de l'historiador i hispanista David Castillejo.

## Biografia
Fill de l'advocat extremeny Daniel Castillejo y Masas i de la manxega Mariana Duarte y Pérez de Madrid, aquesta última procedent d'Alcolea de Calatrava i emparentada per la branca materna amb el poeta Ángel Crespo, establerts a Ciudad Real des de 1874, on el seu pare va posar un bufet i va presidir la Diputació Provincial entre 1896 i 1897. Va estudiar Batxillerat a Ciudad Real. diplomant-se el 6 de desembre de 1893. Com era indisciplinat i entremaliat, el pare va decidir internar-ho en el col·legi dels Agustins a El Escorial, on va estudiar per lliure la carrera de Dret; després va fer els exàmens de preparatori a la Universitat de Valladolid (1893 i 1894) i dels cursos següents en la Universitat de Saragossa (1894-1896) i en Madrid, on es va llicenciar el 23 de novembre de 1898. Aquest mateix any va començar a estudiar Filosofia i Lletres, amb cinc assignatures convalidades de les nou que havia d'estudiar i es va llicenciar en aquesta disciplina el 1900 amb excel·lent; més tard (1915) es doctoraria amb una tesi sobre l'ensenyament a Anglaterra. Va fer el curs de doctorat de Dret amb Francisco Giner de los Ríos i es va doctorar el 1902 amb premi extraordinari; després va ser catedràtic de Dret romà a la Universitat de Madrid (1905); Giner el va instar a aprendre ben francès i alemany, i va viatjar a França i Alemanya per ampliar estudis i aprendre bé aquests idiomes, i també a Anglaterra i a Itàlia. Des de 1898 va estar vinculat a la Institución Libre de Enseñanza i va contribuir amb una famosa capacitat de gestió a sistematitzar l'estructura pedagògica de l'obra institucionista des del càrrec de secretari de la Junta per a Ampliació d'Estudis i Investigacions Científiques, (1907). Posseïa una fe humanista absoluta en el poder regenerador de l'educació i va intervenir des del ministeri d'Instrucció Pública en la creació de la Residencia de Estudiantes (1910) i el Centro de Estudios Históricos, institucions ambdues tan importants per a l'Edat de Plata de la cultura espanyola, encara que la seva labor es va centrar sobretot en la Junta per a Ampliació d'Estudis. Va casar amb l'escriptora anglesa Irene Claremont de Castillejo, de la qual va tenir quatre fills. Va impulsar l'Instituto Escuela (1918), on la Institución Libre de Enseñanza, entre 1918 i 1936, va introduir noves idees en el camp de l'ensenyament secundari consistents en nous mètodes de treball, plans d'estudi i innovacions didàctiques i organitzatives. Va publicar alguns controvertits articles al diari El Sol. Durant la Guerra Civil va romandre a Espanya i va enviar la seva família fora.
La depuració com a catedràtic pel bàndol franquista, sense lloc a procés contradictori algun, es va produir mitjançant Ordre Ministerial al febrer de 1939, al costat d'altres catedràtics:
| «                                                               | ... se separa definitivament per ser pública i notòria la desafecció dels catedràtics universitaris que s'esmentaran al nou règim implantat a Espanya, no solament per les seves actuacions a les zones que han sofert i en les quals sofreixen la dominació marxista, sinó també per la seva pertinaç política antinacionalista i antiespanyola en els temps precedents al Gloriós Moviment Nacional. L'evidència de les seves conductes pernicioses per al país fa totalment inútils les garanties processals que, en un altre cas constitueixen la condició fonamental en tot enjudiciament, i per això, aquest Ministeri ha resolt separar definitivament del servei i donar de baixa en els seus respectius escalafons als senyors:Luis Jiménez de Asúa, Fernando de los Ríos Urruti, Felipe Sánchez Román i José Castillejo Duarte, catedràtics de Dret; José Giral Pereira, catedràtic de Farmàcia; Gustavo Pittaluga Fattorini i Juan Negrín López, catedràtics de Medicina; Blas Cabrera Felipe, catedràtic de Ciències; Julián Besteiro Fernández, José Gaos y González-Pola i Domingo Barnés Salinas, catedràtics de Filosofia i Lletres, tots ells de la Universitat de Madrid. Pablo Azcárate Flórez, Demófilo de Buen Lozano, Mariano Gómez González i Wenceslao Roces Suárez, catedràtics excedents de Dret | » |
| — Ordre del 3 de febrer de 1939, Ministeri d'Educació Nacional. | |   |

Es va exiliar a Londres amb la seva família, on va morir, participant en nombroses emissions de ràdio durant la II Guerra Mundial.
Castillejo parteix d'un concepte global de l'educació d'origen krausista. Considera que l'ensenyament ha d'abastar totes les matèries de forma cíclica i gradual, per la qual cosa ha de suprimir-se la frontera artificial entre ensenyament primari i secundària, en tant que són compartiments estancs, ja que es tracta de realitzar una educació total. A l'Escola Internacional en què va formar als seus propis fills va procurar que els nens anessin ensenyats per professors natius en matèries poc importants en idiomes diferents.
El seu fill David Castillejo Claremont ha publicat recentment l'epistolari del seu pare en tres volums: Los intelectuales reformadores de España: I- Un puente hacia Europa (1896-1909); II- El espíritu de una época (1910-12) i III- Fatalidad y Porvenir (1913-1937) 
Madrid, Castalia, 1997-1999.

## Obra
- La Educación en Inglaterra, Madrid: Ediciones de La Lectura, 1919. Reimprè com a La educación en Inglaterra: sus ideales, su historia y su organización nacional Madrid: La Lectura, 1930. Refactura de la seva tesi doctoral.
- Historia del derecho Romano: Política, doctrinas, legislación y administración, Madrid: Librería general de Victoriano Suárez, 1935. Reimprès a Madrid: Dykinson, 2004.
- La forma contractual en el derecho de sucesiones. Memoria premiada por el claustro de profesores de la Facultad de derecho de la Universidad central en el concurso abierto para honrar la memoria de Don Augusto Comas, Impr. de los hijos de M. G. Hernández, 1902.
- Las universidades, la enseñanza superior y las profesiones en Inglaterra, Madrid: Museo Pedagógico Nacional, 1919
- Guerra de ideas en España: Filosofía, política y educación Madrid: Ediciones de la Revista de Occidente, 1976. Publicada primer en anglès.
- La paz germánica nazi: Tres conferencias radiadas por José Castillejo, s.n., 1943.
- Mensaje a las juventudes: tres conferencias radiadas por el profesor José Castillejo
- El Estado, la educación y los obreros: Tres conferencias radiadas de José Castillejo, 1943.
- Democracias y dictaduras: Siete conferencias radiadas de José Castillejo, 1942.
- Democracias destronadas. Un estudio estudio a la luz de la revolución española, 1923-1939 (2008)
- Cincuenta pleitos de divorcio y jurisprudencia del Tribunal Supremo: 1933-1934, Madrid: Sucesores de Rivadeneyra, 1934
- La transformación económica de Inglaterra: tres conferencias radiadas de José Castillejo, 1842
- Ejercicios y casos de Derecho Romano, 1930.
- Epistolario editado por su hijo David Castillejo Claremont en tres volúmenes: Los intelectuales reformadores de España: I- Un puente hacia Europa (1896-1909); II- El espíritu de una época (1910-12) y III- Fatalidad y Porvenir (1913-1937). Epílogo, 1945-1998''; Madrid, Castalia, 1997-1999.